# مسافر (مستند)
مسافر (به انگلیسی: Travel Man) مجموعه مستندی با موضوع سفر و گردش و محصولی از کشور بریتانیا است. ریچارد آیوادی که مجری این مستند است در هر قسمت به نقاط مختلف دنیا سفر می‌کند.
مسافر دو بار در بفتا نامزد شد.

## قسمت‌ها

### مرور کلی
| فصل | فصل   | قسمت‌ها | پخش اصلی        | پخش اصلی       |
| فصل | فصل   | قسمت‌ها | نخستین قسمت فصل | آخرین قسمت فصل |
| --- | ----- | ------ | --------------- | -------------- |
|     | اول   | ۴      | ۳۰ مارس ۲۰۱۵    | ۲۰ آوریل ۲۰۱۵  |
|     | دوم   | ۴      | ۵ ژانویه ۲۰۱۶   | ۲۶ ژانویه ۲۰۱۶ |
|     | سوم   | ۴      | ۲۵ مارس ۲۰۱۶    | ۱۵ آوریل ۲۰۱۶  |
|     | چهارم | ۵      | ۲۳ سپتامبر ۲۰۱۶ | ۱۴ اکتبر ۲۰۱۶  |
|     | پنجم  | ۴      | ۶ مارس ۲۰۱۷     | ۳ آوریل ۲۰۱۷   |
|     | ششم   | ۴      | ۲۰ اکتبر ۲۰۱۷   | ۱۰ نوامبر ۲۰۱۷ |

### فصل اول (۲۰۱۵)
| شماره قسمت | عنوان               | مهمان        | تاریخ اصلی پخش | بینندگان (میلیون) |
| ---------- | ------------------- | ------------ | -------------- | ----------------- |
| ۱          | ۴۸ ساعت در بارسلون  | کیتی برک     | ۳۰ مارس ۲۰۱۵   | ۱٫۴۷              |
| ۲          | ۴۸ ساعت در استانبول | آدام هیلز    | ۶ آوریل ۲۰۱۵   | ۱٫۲۴              |
| ۳          | ۴۸ ساعت در ایسلند   | جسیکا هاینس  | ۱۳ آوریل ۲۰۱۵  | ۱٫۵۳              |
| ۴          | ۴۸ ساعت در مراکش    | استفان منگار | ۲۰ آوریل ۲۰۱۵  | ۱٫۲۳              |

### فصل دوم (۲۰۱۶)
| شماره قسمت | عنوان             | مهمان        | تاریخ اصلی پخش | بینندگان (میلیون) |
| ---------- | ----------------- | ------------ | -------------- | ----------------- |
| ۱ (۵)      | ۴۸ ساعت در وین    | کریس اودوود  | ۵ ژانویه ۲۰۱۶  | ۱٫۹۵              |
| ۲ (۶)      | ۴۸ ساعت در پاریس  | مت گرایدول   | ۱۲ ژانویه ۲۰۱۶ | ۱٫۷۴              |
| ۳ (۷)      | ۴۸ ساعت در کپنهاگ | نوول فیلدینگ | ۱۹ ژانویه ۲۰۱۶ | ۱٫۷۰              |
| ۴ (۸)      | ۴۸ ساعت در مسکو   | رج دیویس     | ۲۶ ژانویه ۲۰۱۶ | ۱٫۶۲              |

### فصل سوم (۲۰۱۶)
| شماره قسمت | عنوان            | مهمان         | تاریخ اصلی پخش | بینندگان (میلیون) |
| ---------- | ---------------- | ------------- | -------------- | ----------------- |
| ۱ (۹)      | ۴۸ ساعت در سویا  | راب دلانی     | ۲۵ مارس ۲۰۱۶   | ۱٫۳۸              |
| ۲ (۱۰)     | ۴۸ ساعت در ونیز  | جو برند       | ۱ آوریل ۲۰۱۶   | ۱٫۴۳              |
| ۳ (۱۱)     | ۴۸ ساعت در دبی   | جانی وگاس     | ۸ آوریل ۲۰۱۶   | ۱٫۷۲              |
| ۴ (۱۲)     | ۴۸ ساعت در برلین | رویسین کوناتی | ۱۵ آوریل ۲۰۱۶  | ۱٫۳۴              |

### فصل چهارم (۲۰۱۶)
| شماره قسمت | عنوان              | مهمان        | تاریخ اصلی پخش  | بینندگان (میلیون) |
| ---------- | ------------------ | ------------ | --------------- | ----------------- |
| ۱ (۱۳)     | ۴۸ ساعت در نیویورک | کاترین ریان  | ۲۳ سپتامبر ۲۰۱۶ | ۱٫۷۵              |
| ۲ (۱۴)     | ۴۸ ساعت در هلسینکی | پل راد       | ۳۰ سپتامبر ۲۰۱۶ | ۱٫۵۸              |
| ۳ (۱۵)     | ۴۸ ساعت در لیسبون  | آدام باکستون | ۷ اکتبر ۲۰۱۶    | ۱٫۷۵              |
| ۴ (۱۶)     | ۴۸ ساعت در ناپل    | جک دی        | ۱۴ اکتبر ۲۰۱۶   | ۱٫۸۵              |
| ۵ (۱۷)     | ۴۸ ساعت در فلورانس | ربل ویلسون   | ۲۵ دسامبر ۲۰۱۶  | ۲٫۱۰              |

### فصل پنجم (۲۰۱۷)
| شماره قسمت | عنوان                  | مهمان      | تاریخ اصلی پخش | بینندگان (میلیون) |
| ---------- | ---------------------- | ---------- | -------------- | ----------------- |
| ۱ (۱۸)     | ۴۸ ساعت در سن پترزبورگ | راب بکت    | ۶ مارس ۲۰۱۷    | ۱٫۵۰              |
| ۲ (۱۹)     | ۴۸ ساعت در بوداپست     | آیسلینگ بی | ۲۰ مارس ۲۰۱۷   | ۱٫۸۸              |
| ۳ (۲۰)     | ۴۸ ساعت در تنریف       | لینا دانم  | ۲۷ مارس ۲۰۱۷   | ۲٫۰۹              |
| ۴ (۲۱)     | ۴۸ ساعت در میامی       | رود گیلبرت | ۳ آوریل ۲۰۱۷   | ۱٫۵۴              |

### فصل ششم (۲۰۱۷)
| شماره قسمت | عنوان               | مهمان       | تاریخ اصلی پخش | بینندگان (میلیون) |
| ---------- | ------------------- | ----------- | -------------- | ----------------- |
| ۱ (۲۲)     | ۴۸ ساعت در رم       | مت لوکاس    | ۲۰ اکتبر ۲۰۱۷  |                   |
| ۲ (۲۳)     | ۴۸ ساعت در والنسیا  | سارا پاکو   | ۲۷ اکتبر ۲۰۱۷  |                   |
| ۳ (۲۴)     | ۴۸ ساعت در آمستردام | جو لیکت     | ۴ نوامبر ۲۰۱۷  |                   |
| ۴ (۲۵)     | ۴۸ ساعت در استکهلم  | سالی فیلیپس | ۱۱ نوامبر ۲۰۱۷ |                   |